# Új-Zéland az 1972. évi nyári olimpiai játékokon
Új-Zéland az NSZK-beli Münchenben megrendezett 1972. évi nyári olimpiai játékok egyik részt vevő nemzete volt. Az országot az olimpián 14 sportágban 89 sportoló képviselte, akik összesen 3 érmet szereztek.

## Érmesek
| Érem  | Versenyző | Sportág  | Versenyszám                    |
| ----- | --- | -------- | ------------------------------ |
| Arany | Trevor Coker Simon Dickie Athol Earl John Huntert Tony Hurt Dick Joyce Gary Robertson Wybo Veldman Lindsay Wilson | Evezés   | Férfi nyolcas                  |
| Ezüst | Ross Collinge Noel Mills Dudley Storey Dick Tonks                                                                 | Evezés   | Férfi kormányos nélküli négyes |
| Bronz | Rod Dixon | Atlétika | Férfi 1500 m                   |

## Atlétika
Férfi
| Versenyző     | Versenyszám | Előfutam      | Előfutam      | Előfutam      | Negyeddöntő | Negyeddöntő | Negyeddöntő | Elődöntő | Elődöntő | Elődöntő | Döntő   | Döntő    |
| Versenyző     | Versenyszám | Idő           | Hely.         | Össz.         | Idő         | Hely.       | Össz.       | Idő      | Hely.    | Össz.    | Idő     | Helyezés |
| ------------- | ----------- | ------------- | ------------- | ------------- | ----------- | ----------- | ----------- | -------- | -------- | -------- | ------- | -------- |
| Laurie D'Arcy | 100 m       | 10,77         | 5.            | 55.           | kiesett     | kiesett     | kiesett     | kiesett  | kiesett  | kiesett  | kiesett | kiesett  |
| Bevan Smith   | 200 m       | 21,17         | 3.            | 27.*          | 21,04       | 4.          | 26.         | kiesett  | kiesett  | kiesett  | kiesett | kiesett  |
| Rod Dixon     | 1500 m      | 3:40,03       | 2.            | 2.            |             |             |             | 3:37,91  | 1.       | 1.       | 3:37,46 |          |
| Tony Polhill  | 1500 m      | 3:42,3        | 2.            | 21.**         |             |             |             | 3:41,8   | 3.       | 15.      | 3:41,8  | 9.       |
| Dick Tayler   | 5000 m      | 13:56,2       | 10.           | 31.           |             |             |             |          |          |          | kiesett | kiesett  |
| Dick Quax     | 5000 m      | 14:35,2       | 9.            | 52.           |             |             |             |          |          |          | kiesett | kiesett  |
| Gavin Thorley | 5000 m      | 14:11,6       | 10.           | 43.           |             |             |             |          |          |          | kiesett | kiesett  |
| Gavin Thorley | 10 000 m    | nem ért célba | nem ért célba | nem ért célba |             |             |             |          |          |          | kiesett | kiesett  |
| Roger Johnson | 400 m gát   | 50,48         | 4.            | 16.           |             |             |             | kiesett  | kiesett  | kiesett  | kiesett | kiesett  |
| Jack Foster   | Maraton     |               |               |               |             |             |             |          |          |          | 2:16:56 | 8.       |
| Terry Manners | Maraton     |               |               |               |             |             |             |          |          |          | 2:25:29 | 34.      |
| Dave McKenzie | Maraton     |               |               |               |             |             |             |          |          |          | 2:22:19 | 22.      |

| Versenyző  | Versenyszám   | Selejtező | Selejtező | Döntő    | Döntő    |
| Versenyző  | Versenyszám   | Eredmény  | Helyezés  | Eredmény | Helyezés |
| ---------- | ------------- | --------- | --------- | -------- | -------- |
| Les Mills  | Súlylökés     | 18,38 m   | 23.       | kiesett  | kiesett  |
| Les Mills  | Diszkoszvetés | 59,22 m   | 14.       | 55,86 m  | 14.      |
| Robin Tait | Diszkoszvetés | 56,60 m   | 20.       | kiesett  | kiesett  |

Női
| Versenyző       | Versenyszám | Előfutam | Előfutam | Előfutam | Negyeddöntő | Negyeddöntő | Negyeddöntő | Elődöntő | Elődöntő | Elődöntő | Döntő   | Döntő    |
| Versenyző       | Versenyszám | Idő      | Hely.    | Össz.    | Idő         | Hely.       | Össz.       | Idő      | Hely.    | Össz.    | Idő     | Helyezés |
| --------------- | ----------- | -------- | -------- | -------- | ----------- | ----------- | ----------- | -------- | -------- | -------- | ------- | -------- |
| Brenda Matthews | 100 m       | 11,77    | 5.       | 30.      | 11,87       | 8.          | 30.         | kiesett  | kiesett  | kiesett  | kiesett | kiesett  |
| Brenda Matthews | 100 m gát   | 13,81    | 5.       | 20.      |             |             |             | kiesett  | kiesett  | kiesett  | kiesett | kiesett  |
| Penny Hunt      | 400 m       | 52,82    | 2.       | 10.      | 52,66       | 6.          | 14.         | kiesett  | kiesett  | kiesett  | kiesett | kiesett  |
| Sue Haden       | 800 m       | 2:04,86  | 4.       | 23.      |             |             |             | kiesett  | kiesett  | kiesett  | kiesett | kiesett  |

* - egy másik versenyzővel azonos időt ért el

** - két másik versenyzővel azonos időt ért el

## Birkózás
Szabadfogású
| Versenyző   | Versenyszám | 1. forduló                              | 2. forduló              | 3. forduló        | 4. forduló        | 5. forduló        | 6. forduló        | Döntő             | Helyezés    |
| Versenyző   | Versenyszám | Ellenfél Eredmény                       | Ellenfél Eredmény       | Ellenfél Eredmény | Ellenfél Eredmény | Ellenfél Eredmény | Ellenfél Eredmény | Ellenfél Eredmény | Helyezés    |
| ----------- | ----------- | --------------------------------------- | ----------------------- | ----------------- | ----------------- | ----------------- | ----------------- | ----------------- | ----------- |
| David Aspin | 82 kg       | Harishchandra Birajdar (IND) · kizárták | Ali Hagilou (IRI) · 3-1 | kiesett           | kiesett           | kiesett           | kiesett           | kiesett           | helyezetlen |

## Cselgáncs
| Versenyző          | Versenyszám | Csoport | Selejtező         | 1. forduló               | 2. forduló              | 3. forduló               | 4. forduló        | Vigaszág 1. forduló | Vigaszág 2. forduló | Vigaszág 3. forduló | Elődöntő          | Döntő             | Helyezés |
| Versenyző          | Versenyszám | Csoport | Ellenfél Eredmény | Ellenfél Eredmény        | Ellenfél Eredmény       | Ellenfél Eredmény        | Ellenfél Eredmény | Ellenfél Eredmény   | Ellenfél Eredmény   | Ellenfél Eredmény   | Ellenfél Eredmény | Ellenfél Eredmény | Helyezés |
| ------------------ | ----------- | ------- | ----------------- | ------------------------ | ----------------------- | ------------------------ | ----------------- | ------------------- | ------------------- | ------------------- | ----------------- | ----------------- | -------- |
| Garrick Littlewood | Középsúly   | B       | erőnyerő          | Adam Adamczyk (POL) · GY | Alex Bijkerk (AUS) · GY | Szekine Sinobu (JPN) · V | kiesett           |                     |                     |                     |                   |                   | 11.      |

## Evezés
| Versenyző | Versenyszám              | Előfutam | Előfutam | Vigaszág | Vigaszág | Elődöntő | Elődöntő | Döntő | Döntő   | Döntő | Helyezés |
| Versenyző | Versenyszám              | Idő      | Hely.    | Idő      | Hely.    | Idő      | Hely.    | Típus | Idő     | Hely. | Helyezés |
| --- | ------------------------ | -------- | -------- | -------- | -------- | -------- | -------- | ----- | ------- | ----- | -------- |
| Murray Watkinson | Egypárevezős             | 7:51,29  | 2.       | 8:11,51  | 3.       | 8:30,88  | 5.       | B     | 8:05,42 | 4.    | 10.      |
| Dick Tonks Dudley Storey Ross Collinge Noel Mills                                                                            | Kormányos nélküli négyes | 6:47,27  | 1.       | erőnyerő | erőnyerő | 7:03,99  | 1.       | A     | 6:25,64 | 2.    |          |
| Warren Cole Chris Nilsson John Clark David Lindstrom Peter Lindsay (kormányos)                                               | Kormányos négyes         | 6:51,76  | 3.       | erőnyerő | erőnyerő | 7:21,94  | 3.       | A     | 6:42,55 | 6.    | 6.       |
| Tony Hurt Wybo Veldman Dick Joyce John Hunter Lindsay Wilson Athol Earl Trevor Coker Gary Robertson Simon Dickie (kormányos) | Nyolcas                  | 6:06,19  | 1.       | erőnyerő | erőnyerő | 6:28,40  | 2.       | A     | 6:08,94 | 1.    |          |

## Gyeplabda
| Új-zélandi férfi gyeplabdacsapat-játékoskeret                                                                                  | Új-zélandi férfi gyeplabdacsapat-játékoskeret                                                                |
| --- | --- |
| - Jeff Archibald - Arthur Borren - Jan Borren - John Christensen - Greg Dayman - Chris Ineson - Barry Maister - Selwyn Maister | - Ross McPherson - Arthur Parkin - Ramesh Patel - Alan Patterson - Kevin Rigby - Ted Salmon - Warwick Wright |

### Eredmények
Csoportkör
B csoport
| Csapat               | M | Gy | D | V | G+ | G– | Gk  | P  |
| -------------------- | - | -- | - | - | -- | -- | --- | -- |
| India (IND)          | 7 | 5  | 2 | 0 | 25 | 8  | +17 | 12 |
| Hollandia (NED)      | 7 | 5  | 1 | 1 | 20 | 9  | +11 | 11 |
| Nagy-Britannia (GBR) | 7 | 4  | 1 | 2 | 15 | 10 | +5  | 9  |
| Ausztrália (AUS)     | 7 | 3  | 2 | 2 | 18 | 8  | +10 | 8  |
| Új-Zéland (NZL)      | 7 | 2  | 3 | 2 | 16 | 11 | +5  | 7  |
| Lengyelország (POL)  | 7 | 2  | 2 | 3 | 12 | 12 | 0   | 6  |
| Kenya (KEN)          | 7 | 1  | 1 | 5 | 8  | 17 | –9  | 3  |
| Mexikó (MEX)         | 7 | 0  | 0 | 7 | 1  | 40 | –39 | 0  |

| 1972. augusztus 27. | Ausztrália (AUS) | 0 – 0 | Új-Zéland (NZL) |  |
| 1972. augusztus 27. | (0 – 0)          |       |                 |  |

| 1972. augusztus 28. | Új-Zéland (NZL)                    | 7 – 0   | Mexikó (MEX) |  |
| 1972. augusztus 28. | B. Maister 3 J. Borren 3 Archibald | (3 – 0) |              |  |

| 1972. augusztus 30. | Új-Zéland (NZL)   | 2 – 1   | Nagy-Britannia (GBR) |  |
| 1972. augusztus 30. | Dayman B. Maister | (2 – 0) | French               |  |

| 1972. augusztus 31. | Hollandia (NED) | 2 – 0   | Új-Zéland (NZL) |  |
| 1972. augusztus 31. | Kruize 2        | (1 – 0) |                 |  |

| 1972. szeptember 2. | Új-Zéland (NZL) | 3 – 3   | Lengyelország (POL)               |  |
| 1972. szeptember 2. | Dayman 3        | (1 – 2) | Otulakowski Matuszyński Grotowski |  |

| 1972. szeptember 3. | Kenya (KEN) | 2 – 2   | Új-Zéland (NZL) |  |
| 1972. szeptember 3. | Panesar 2   | (2 – 2) | Dayman 2        |  |

| 1972. szeptember 4. | India (IND)                         | 3 – 2   | Új-Zéland (NZL)   |  |
| 1972. szeptember 4. | Kulwant Singh Mollerapoovayya Kindo | (1 – 1) | B. Maister Dayman |  |

A 9. helyért
| 1972. szeptember 8. | Belgium (BEL) | 1 – 2   | Új-Zéland (NZL)      |  |
| 1972. szeptember 8. | Collin        | (0 – 0) | J. Borren B. Maister |  |

| Csapat          | Helyezés |
| --------------- | -------- |
| Új-Zéland (NZL) | 9.       |

## Íjászat
| Versenyző     | Versenyszám  | 1. forduló | 1. forduló | 2. forduló | 2. forduló | Összesítés | Összesítés |
| Versenyző     | Versenyszám  | Pont       | Hely.      | Pont       | Hely.      | Pont       | Helyezés   |
| ------------- | ------------ | ---------- | ---------- | ---------- | ---------- | ---------- | ---------- |
| Robin Sampson | Férfi egyéni | 1060       | 53.        | 1055       | 53.        | 2115       | 53.        |

## Kajak-kenu

### Síkvízi
Férfi
| Versenyző                   | Versenyszám         | Előfutam | Előfutam | Előfutam | Vigaszág | Vigaszág | Vigaszág | Elődöntő | Elődöntő | Elődöntő | Döntő   | Döntő    |
| Versenyző                   | Versenyszám         | Idő      | Hely.    | Össz.    | Idő      | Hely.    | Össz.    | Idő      | Hely.    | Össz.    | Idő     | Helyezés |
| --------------------------- | ------------------- | -------- | -------- | -------- | -------- | -------- | -------- | -------- | -------- | -------- | ------- | -------- |
| Donald Cooper               | Kajak egyes 1000 m  | 4:12,45  | 5.       | 14.      | 4:02,48  | 1.       | 7.       | 4:01,97  | 5.       | 17.      | kiesett | kiesett  |
| Donald Cooper Thomas Dooney | Kajak kettes 1000 m | 3:56,48  | 5.       | 19.      | 3:45,65  | 5.       | 10.      | kiesett  | kiesett  | kiesett  | kiesett | kiesett  |

## Kerékpározás

### Országúti kerékpározás
| Versenyző     | Versenyszám   | Idő             | Helyezés      |
| ------------- | ------------- | --------------- | ------------- |
| Bruce Biddle  | Mezőnyverseny | 4:15:04 (+0:27) | 4.            |
| Paul Brydon   | Mezőnyverseny | 4:17:09 (+2:32) | 50.           |
| Vern Hanaray  | Mezőnyverseny | nem ért célba   | nem ért célba |
| Robert Oliver | Mezőnyverseny | nem ért célba   | nem ért célba |

### Pálya-kerékpározás
Sprintverseny
| Versenyző  | Versenyszám  | 1. forduló                                            | 1. forduló       | Vigaszág             | Vigaszág | 2. forduló             | 2. forduló | Vigaszág             | Vigaszág | Nyolcaddöntő           | Nyolcaddöntő | Vigaszág selejtező     | Vigaszág selejtező | Vigaszág döntő       | Vigaszág döntő | Negyeddöntő          | Elődöntő             | Döntő                | Helyezés    |
| Versenyző  | Versenyszám  | Ellenfelek Győztes idő                                | Hely.            | Ellenfél Győztes idő | Hely.    | Ellenfelek Győztes idő | Hely.      | Ellenfél Győztes idő | Hely.    | Ellenfelek Győztes idő | Hely.        | Ellenfelek Győztes idő | Hely.              | Ellenfél Győztes idő | Hely.          | Ellenfél Győztes idő | Ellenfél Győztes idő | Ellenfél Győztes idő | Helyezés    |
| ---------- | ------------ | ----------------------------------------------------- | ---------------- | -------------------- | -------- | ---------------------- | ---------- | -------------------- | -------- | ---------------------- | ------------ | ---------------------- | ------------------ | -------------------- | -------------- | -------------------- | -------------------- | -------------------- | ----------- |
| Harry Kent | Férfi egyéni | Niels Fredborg (DEN) · Maurice Hugh-Sam (JAM) · 12,16 | nem állt rajthoz | kiesett              | kiesett  | kiesett                | kiesett    | kiesett              | kiesett  | kiesett                | kiesett      | kiesett                | kiesett            | kiesett              | kiesett        | kiesett              | kiesett              | kiesett              | helyezetlen |

Időfutam
| Versenyző  | Versenyszám  | Idő     | Helyezés |
| ---------- | ------------ | ------- | -------- |
| Harry Kent | Férfi egyéni | 1:09,10 | 16.      |

Üldözőversenyek
| Versenyző                                         | Versenyszám  | Selejtező | Selejtező | Negyeddöntő  | Negyeddöntő | Negyeddöntő | Elődöntő     | Elődöntő  | Elődöntő | Döntő        | Döntő     | Helyezés |
| Versenyző                                         | Versenyszám  | Idő       | Hely.     | Ellenfél Idő | Saját idő   | Hely.       | Ellenfél Idő | Saját idő | Hely.    | Ellenfél Idő | Saját idő | Helyezés |
| ------------------------------------------------- | ------------ | --------- | --------- | ------------ | ----------- | ----------- | ------------ | --------- | -------- | ------------ | --------- | -------- |
| Paul Brydon John Dean Neil Lyster Blair Stockwell | Férfi csapat | 4:35,11   | 14.       | kiesett      | kiesett     | kiesett     | kiesett      | kiesett   | kiesett  | kiesett      | kiesett   | 14.      |

## Ökölvívás
| Versenyző    | Versenyszám | Selejtező         | 32-es főtábla              | Nyolcaddöntő      | Negyeddöntő       | Elődöntő          | Döntő             | Helyezés |
| Versenyző    | Versenyszám | Ellenfél Eredmény | Ellenfél Eredmény          | Ellenfél Eredmény | Ellenfél Eredmény | Ellenfél Eredmény | Ellenfél Eredmény | Helyezés |
| ------------ | ----------- | ----------------- | -------------------------- | ----------------- | ----------------- | ----------------- | ----------------- | -------- |
| Pat Ryan     | Pehelysúly  | erőnyerő          | Kobajasi Kazuo (JPN) · 1-4 | kiesett           | kiesett           | kiesett           | kiesett           | 17.      |
| Jeff Rackley | Váltósúly   | erőnyerő          | Günther Meier (FRG) · 0-5  | kiesett           | kiesett           | kiesett           | kiesett           | 17.      |

## Sportlövészet
Nyílt
| Versenyző       | Versenyszám          | Pont | Helyezés |
| --------------- | -------------------- | ---- | -------- |
| Bruce McMillan  | Gyorstüzelő pisztoly | 582  | 28.      |
| Graeme McIntyre | Futócéllövészet      | 523  | 26.      |
| Ian Ballinger   | Sportpuska, fekvő    | 591  | 46.      |
| Mike Watt       | Sportpuska, fekvő    | 593  | 29.      |

## Súlyemelés
| Versenyző     | Versenyszám | Nyomás                   | Nyomás                   | Szakítás | Szakítás | Lökés    | Lökés    | Összesen | Helyezés |
| Versenyző     | Versenyszám | Eredmény                 | Helyezés                 | Eredmény | Helyezés | Eredmény | Helyezés | Összesen | Helyezés |
| ------------- | ----------- | ------------------------ | ------------------------ | -------- | -------- | -------- | -------- | -------- | -------- |
| Tony Ebert    | 75 kg       | 137,5                    | 20.                      | 117,5    | 19.      | 155,0    | 16.      | 410,0    | 17.      |
| Brian Marsden | 82,5 kg     | 142,5                    | 15.                      | 120,0    | 19.      | 172,5    | 9.       | 435,0    | 12.      |
| John Bolton   | 90 kg       | érvényes kísérlet nélkül | érvényes kísérlet nélkül | kiesett  | kiesett  | kiesett  | kiesett  | kiesett  | kiesett  |

## Torna
Férfi
| Versenyző  | Versenyszám      | Selejtező | Selejtező | Döntő    | Döntő    |
| Versenyző  | Versenyszám      | Pontszám  | Helyezés  | Pontszám | Helyezés |
| ---------- | ---------------- | --------- | --------- | -------- | -------- |
| Ian Clarke | Talaj            | 15,95     | 105.      | kiesett  | kiesett  |
| Ian Clarke | Ugrás            | 17,90     | 71.       | kiesett  | kiesett  |
| Ian Clarke | Korlát           | 15,15     | 110.      | kiesett  | kiesett  |
| Ian Clarke | Nyújtó           | 14,55     | 110.      | kiesett  | kiesett  |
| Ian Clarke | Gyűrű            | 13,95     | 110.      | kiesett  | kiesett  |
| Ian Clarke | Lólengés         | 14,55     | 101.      | kiesett  | kiesett  |
| Ian Clarke | Egyéni összetett | 92,05     | 110.      | kiesett  | kiesett  |

Női
| Versenyző    | Versenyszám      | Selejtező | Selejtező | Döntő    | Döntő    |
| Versenyző    | Versenyszám      | Pontszám  | Helyezés  | Pontszám | Helyezés |
| ------------ | ---------------- | --------- | --------- | -------- | -------- |
| Dianne Foote | Talaj            | 17,10     | 99.       | kiesett  | kiesett  |
| Dianne Foote | Ugrás            | 17,50     | 69.       | kiesett  | kiesett  |
| Dianne Foote | Felemás korlát   | 15,75     | 113.      | kiesett  | kiesett  |
| Dianne Foote | Gerenda          | 16,50     | 94.       | kiesett  | kiesett  |
| Dianne Foote | Egyéni összetett | 66,85     | 104.*     | kiesett  | kiesett  |

* - két másik versenyzővel azonos eredményt ért el

## Úszás
Férfi
| Versenyző        | Versenyszám  | Előfutam | Előfutam | Előfutam | Elődöntő | Elődöntő | Elődöntő | Döntő    | Döntő    |
| Versenyző        | Versenyszám  | Idő      | Hely.    | Össz.    | Idő      | Hely.    | Össz.    | Idő      | Helyezés |
| ---------------- | ------------ | -------- | -------- | -------- | -------- | -------- | -------- | -------- | -------- |
| Colin Herring    | 100 m gyors  | 54,41    | 2.       | 22.*     | kiesett  | kiesett  | kiesett  | kiesett  | kiesett  |
| Colin Herring    | 200 m gyors  | 2:00,29  | 5.       | 26.      |          |          |          | kiesett  | kiesett  |
| Mark Treffers    | 400 m gyors  | 4:14,10  | 4.       | 19.      |          |          |          | kiesett  | kiesett  |
| Mark Treffers    | 1500 m gyors | 16:23,86 | 2.       | 6.       |          |          |          | 16:18,84 | 6.       |
| John McConnochie | 200 m vegyes | 2:15,04  | 4.       | 15.      |          |          |          | kiesett  | kiesett  |
| John McConnochie | 400 m vegyes | 4:49,89  | 2.       | 17.      |          |          |          | kiesett  | kiesett  |

Női
| Versenyző          | Versenyszám  | Előfutam | Előfutam | Előfutam | Elődöntő | Elődöntő | Elődöntő | Döntő   | Döntő    |
| Versenyző          | Versenyszám  | Idő      | Hely.    | Össz.    | Idő      | Hely.    | Össz.    | Idő     | Helyezés |
| ------------------ | ------------ | -------- | -------- | -------- | -------- | -------- | -------- | ------- | -------- |
| Heather Coombridge | 100 m gyors  | 1:02,95  | 7.       | 35.      | kiesett  | kiesett  | kiesett  | kiesett | kiesett  |
| Heather Coombridge | 200 m gyors  | 2:14,78  | 5.       | 22.      |          |          |          | kiesett | kiesett  |
| Jaynie Parkhouse   | 400 m gyors  | 4:40,24  | 5.       | 19.      |          |          |          | kiesett | kiesett  |
| Jaynie Parkhouse   | 800 m gyors  | 9:34,65  | 3.       | 16.      |          |          |          | kiesett | kiesett  |
| Susan Hunter       | 100 m hát    | 1:10,06  | 5.       | 26.      | kiesett  | kiesett  | kiesett  | kiesett | kiesett  |
| Susan Hunter       | 200 m hát    | 2:28,28  | 4.       | 21.      |          |          |          | kiesett | kiesett  |
| Susan Hunter       | 200 m vegyes | 2:30,29  | 3.       | 17.      |          |          |          | kiesett | kiesett  |
| Susan Hunter       | 400 m vegyes | 5:14,47  | 2.       | 9.       |          |          |          | kiesett | kiesett  |

* - egy másik versenyzővel azonos időt ért el

## Vitorlázás
Nyílt
| Versenyző                                  | Versenyszám     | Futam | Futam  | Futam  | Futam  | Futam | Futam  | Futam | Pontszám | Helyezés |
| Versenyző                                  | Versenyszám     | 1     | 2      | 3      | 4      | 5     | 6      | 7     | Pontszám | Helyezés |
| ------------------------------------------ | --------------- | ----- | ------ | ------ | ------ | ----- | ------ | ----- | -------- | -------- |
| Brett de Thier                             | Finn dingi      | 15,0  | 11,7   | 21,0   | 3,0    | 33,0  | (41,0) | 26,0  | 109,7    | 10.      |
| Jock Bilger Murray Ross                    | Repülő hollandi | 22,0  | (27,0) | 3,0    | 3,0    | 10,0  | 17,0   | 24,0  | 79,0     | 9.       |
| Fraser Beer Noel Everett Ronald Watson     | Sárkányhajó     | 14,0  | 19,0   | (21,0) | 15,0   | 3,0   | 0,0    |       | 51,0     | 5.       |
| Cornelius Linton Steve Marten Jack Scholes | Soling          | 20,0  | 24,0   | 25,0   | (26,0) | 26,0  | 18,0   |       | 113,0    | 21.      |